# Walfrid Enocksson
Johan Walfrid Enocksson, född den 8 juni 1892 i Älgarås, Västergötland, död den 2 december 1977 i Mora i Dalarna, var en svensk vargjägare, förmodligen den enda professionella vargjägaren någonsin i Sverige. Han livnärde sig på vargjakt i drygt 15 år.

## Uppväxt
Enocksson föddes 1892 tillsammans med tvillingbrodern Hjalmar. Han tillhörde en syskonskara på nio barn. Tidigt visade han intresse och skicklighet i jakt och vid tolv års ålder bidrog han till familjens försörjning med sitt skytte.
Vid fjorton års ålder exploderade krutet i en patron vid vapenvård och Enocksson miste sitt ena öga. Härav smeknamnet ”En”, som både syftade på efternamnet, men också på hans enögdhet.
Samma år dog modern, vilket fick fadern att ge upp familjen och flytta. Barnen fick klara sig själva. De jagade och tog tillfälliga arbeten i grannbyarna, tills de blev stora nog att flytta.

## Vargjägare
På resa norrut, för att söka arbete, träffade Enocksson en same, som berättade om ”vargplågan” och gav honom idén att jaga varg.
Mellan åren 1934 och 1953 kom Enocksson sedan att jaga varg som sin huvudnäring, framför allt i Vilhelminafjällen. Han hade då en stuga i Valdanjaure som basstation.
På äldre dagar flyttade Enocksson tillbaka till Håven i Dalarna, där han jagat i yngre dar. Han byggde där en liten stuga att bo i. I ekoparken Ejheden finns också bevarad den grävda jordkula som Enocksson ordnade, för att livnära sig på jakt, fiske och tjärbränning.

## Enocksson om varg
Enocksson blev med åren en verklig expert på vargen och dess beteende. Han delade samernas uppfattning om vargen som mordlystet rovdjur – under vissa förhållanden och under vissa årstider. Han var mycket nyanserad och fick ord om sig att aldrig säga något som inte var sant. Enocksson blev med tiden kritisk mot alla överdrifter som yttrades om vargen, både från jägare och från samer. Han menade bland annat att det fanns nog av vargar för att man inte skulle behöva göra ”luftvargar”.
Om vargens egenskaper sammanfattade han:
| ” | Vargen är med ett ord sagt det skyggaste djur som jag mött under min jägarbana och därtill det vaksammaste. Därför är den också så svår att få på kornet på ett rimligt avstånd. | „ |